# Винтерман, Изяслав Михайлович
Изясла́в Миха́йлович Ви́нтерман (род. 15 января 1961 года) — поэт, эссеист.

## Биография
Родился в Киеве. С 1992 года живёт в Иерусалиме. Член Союза писателей Израиля. Пишет на русском языке. Автор публикаций и книг стихов и эссе. Лауреат премии Союза писателей Украины «Скарбница» за книгу стихов «Время ожидаемого» (1989), премии им. Ури-Цви Гринберга за лучшее поэтическое произведение (2004, 2005).

## Книги стихов
- «По дороге со всеми». Киев. «Радянський письменник», 1989.
- «Время ожидаемого». Киев. «Молодь», 1989.
- «Отчасти». Киев. «Радянський письменник», 1990.
- «Видения». Киев. «Час», 1990.
- «288 искр». Киев. «Радянський письменник», 1991.
- «Приступ ночи». Иерусалим. VIC, 1996.
- «Южный ветер, белый огонь». Иерусалим. VIC, 1997 (параллельный текст по-русски и на иврите).
- «Оптимизм дневного света». СПб. «Геликон Плюс», 2001.
- «Игры слёз». СПб. «Геликон Плюс»/«Амфора», 2004.
- «Winter man». СПб., «Геликон Плюс», 2008.
- «Блуждающие сны». Киев. «Радуга», 2012. Архивировано 10 августа 2022 года.
- «Точка с божьей коровки». Москва. «Русский Гулливер», 2014 (полный текст, 366 Кб).
- «Огонь на двоих». Кыштым, 2015 (полный текст книги, 2,70 Мб).
- «ТАМВСЕРДЦЕВИНЕ». Екатеринбург. «Евдокия», 2016 (полный текст, 2,60 Мб).
- «Лжевремя». Москва. «Русский Гулливер», 2016 (полный текст книги, 295 Кб).
- «Галлюцинариум». Москва. «Воймега», 2017 (полный текст книги, 1,05 Мб).
- «Страсть страстей». Москва. «Сибирский тракт», 2018 (полный текст, 2,92 Мб).
- «Пчеловек». Москва. «Воймега», 2019 (полный текст книги, 130 Кб).
- «Иммортель». Москва. «СТиХИ», 2020.
- «Вниз головой напополам». Москва. «Формаслов», 2021 (ознакомительный фрагмент, 0,6 Мб).
- «Свет дрожащий. Собрание стихотворений». Москва. «СТиХИ», 2021 (полный текст книги, 2,01 Мб).
- «Эвоэ» (текст, 834 Кб) / «Легкий я самолёт» (текст, 750 Кб) – две книги в одной обложке. Екатеринбург. «Евдокия», 2022.
- «Счастливый конец реки». Книга стихотворений. [Б. м.] 2024, 92 стр. (текст, 1,2 Мб).
- «ТАЙНА-ТАУН». Стихотворения. [Б. м.] 2025, 66 стр. (текст, 0,9 Мб).

## Публикации в интернет-изданиях
- Альманах «Литературный Иерусалим»
- Литературный портал «Мегалит»
- Страница на сайте «Тенёта»
- Проект «Киевский календарь»
- Интернет-проект «Журнальный зал»
- Интернет-проект «Полутона» (2018 г.)
- Слушать стихи. Журнал «Вечерний Гондольер». Архивировано 17 сентября 2021 года.
- Стихи из книги «Страсть Страстей». «Витражи» №11 (2019). Проект «Журнальный мир»
- «Чтоб и любить, и не сопротивляться…». «Литературный Иерусалим» №26 (2021). Проект «Журнальный мир»
- «Я думал – жизней будет много...». Избранные стихи в рубрике «Литературная коллекция». Журнал «Веси» №3 (2021). Выпуск в PDF, 14Mb
- «Земля я небо». Избранные стихи. Журнал «Нижний Новгород» № 42 (№ 1, 2022 г.), сс. 133-136. Выпуск в PDF, 2.1Mb
- «Стихи русских поэтов Израиля». Сборник стихов 18 поэтов. Подборка в PDF, 1.2Mb. Сайт «Интерпоэзия», 2023 г.
- «Как старый фильм…». «Литературный Иерусалим» №38 (2023). Литературный портал Lit-Web
- Подборки стихов в альманахе «Сетевая словесность»:
  - Формы отчаяния (27 июня 2001)
  - Новая среда (27 февраля 2002)
  - В странную воду глядя... (9 апреля 2003)
  - Городу и морю (14 ноября 2003)
  - Терменвокс (7 июня 2012)
  - Точка с божьей коровки (6 ноября 2014)
  - Стихи из книг «Легкий я самолёт» и «ЭВОЭ» (22 февраля 2023)
  - Стихи из книги «Счастливый конец реки» (21 февраля 2024)
  - «В неразбавленной воде, в глубине песка». Стихи из книги ТАЙНА-ТАУН (26 февраля 2025)
- Подборка стихов «Оттенки красного» в журнале «Новый свет» (Канада), 2024 - №42
- Подборка стихов «Линии света» в журнале «Новый свет» (Канада), 2025 - №44
- Подборка стихов «Непрямой транзит» в журнале «Новый свет» (Канада), 2025 - №46

## Видеозаписи
- Презентация книг «Лжевремя» и «ТАМВСЕРДЦЕВИНЕ» в Культурном центре Фонда «Новый мир» (Москва), 28 октября 2016 г.
- Презентация книги «Галлюцинариум» в Культурном центре Фонда «Новый мир» (Москва), 7 ноября 2017 г.
- Литературно-критический проект "Полёт разборов", серия 37. Культурный центр имени Крупской (Москва), 3 декабря 2018 г.
- С. Винтерман читает свои стихи из сборников «Страсть Страстей» и «Пчеловек», 31 октября 2019 г.

## Рецензии
- Рецензия Г. Каневского на сборник «Точка с божьей коровки», Новая литературная карта России, 2014
- Рецензия Е. Перченковой на сборник «Точка с божьей коровки» в журнале «Лиterraтура», 2015
- Рецензия С. Слепухина на сборник «ТАМВСЕРДЦЕВИНЕ» в журнале «Белый Ворон» на портале «Мегалит», 2016. (Archived 22/10/2017).
- Рецензия С. Слепухина на сборник «Лжевремя» в приложении НГ-EXLIBRIS «Новой Газеты», 2017
- Рецензия Э. Сокольского на сборники «Лжевремя» и «ТАМВСЕРДЦЕВИНЕ» в журнале «Дети Ра» № 7 (153), 2017
- Рецензия М. Марговской на книгу «Галлюцинариум». «Новая газета», приложение «Ex Libris», 02.08.2018
- Рецензия Е. Абдуллаева Рецензия на книги «Галлюцинариум» и «Страсть страстей». «Дружба Народов», № 3, 2019
- Рецензия А. Таврова на книгу «Страсть страстей». Электронный литературный журнал «Лиterraтура», № 148, 2019
- Рецензия Э. Сокольского на книгу «Пчеловек». Журнал «Гостиная», вып. 106, 2020
- Рецензия Е. Риц на книгу «Пчеловек». Альманах «Артикуляция», вып. 11, август 2020
- На лунных батарейках. Денис Липатов о книге «Пчеловек». Журнал «Волга», №9, 2020
- Рецензия Д. Артиса на книгу «Страсть страстей». Журнал «Формаслов», 2020
- Неприкосновенный свет. Владимир Антропов о книге Изяслава Винтермана «Свет дрожащий». Литературный портал Textura, 18.12.2021